# Mancopsetta maculata
Mancopsetta maculata is een straalvinnige vissensoort uit de familie van de zuidelijke botten (Achiropsettidae). De wetenschappelijke naam van de soort is voor het eerst geldig gepubliceerd in 1880 door Günther.